# Vera Galushka-Duyunova
Vera Illarionovna Galushka-Duyunova (em russo:  Вера Илларионовна Галушка-Дуюнова; Krasnodar, 11 de abril de 1945 — Tashkent, 2 de março de 2012) foi uma jogadora de voleibol da Rússia que competiu pela União Soviética nos Jogos Olímpicos de 1968 e 1972.
Em 1968, ela fez parte da equipe soviética que conquistou a medalha de ouro no torneio olímpico, no qual atuou em sete partidas. Quatro anos depois, ela participou de cinco jogos e ganhou a segunda medalha de ouro com o conjunto soviético no campeonato olímpico de 1972.